# 米罗斯拉夫·卡德莱茨
米罗斯拉夫·卡德莱茨（捷克語：Miroslav Kadlec，1964年6月22日—），捷克男子足球运动员，司职后卫。他曾代表捷克斯洛伐克国家队参加1990年国际足联世界杯，结果队伍止步八强。